# 닛산 370Z
닛산 370Z는 350Z의 후속 모델이며, 닛산 자동차가 만든 2인승 자동차이다. 일본 내수모델의 경우 Fairlady Z라는 명칭을 사용한다. 쿠페와 로드스터가 존재하며 쿠페와 로드스터 모델이 2008년 12월에 출시되었다. 대한민국에서는 2009년 7월 14일에 정식으로 판매가 시작되었으며 자동 변속기를 장착한 쿠페 모델만 정식 수입하여 판매하였다.

## 주요 제원
- 엔진형식: VQ37VHR
- 배기량: 3,696cc
- 연료: 가솔린 (프리미엄 휘발유)
- 연비: 7단 자동변속기 기준 9.0km/ℓ (복합 연비), 7.7km/ℓ (도심 연비), 11.1km/ℓ (고속도로 연비)
- 최대출력: 333ps / 7000rpm
- 최대토크: 37,0kg·m / 7000rpm
- 승차인원: 2명
- 구동방식: 후륜구동 (FR)
- 변속기: 수동 6단 / 자동 7단

## 사진

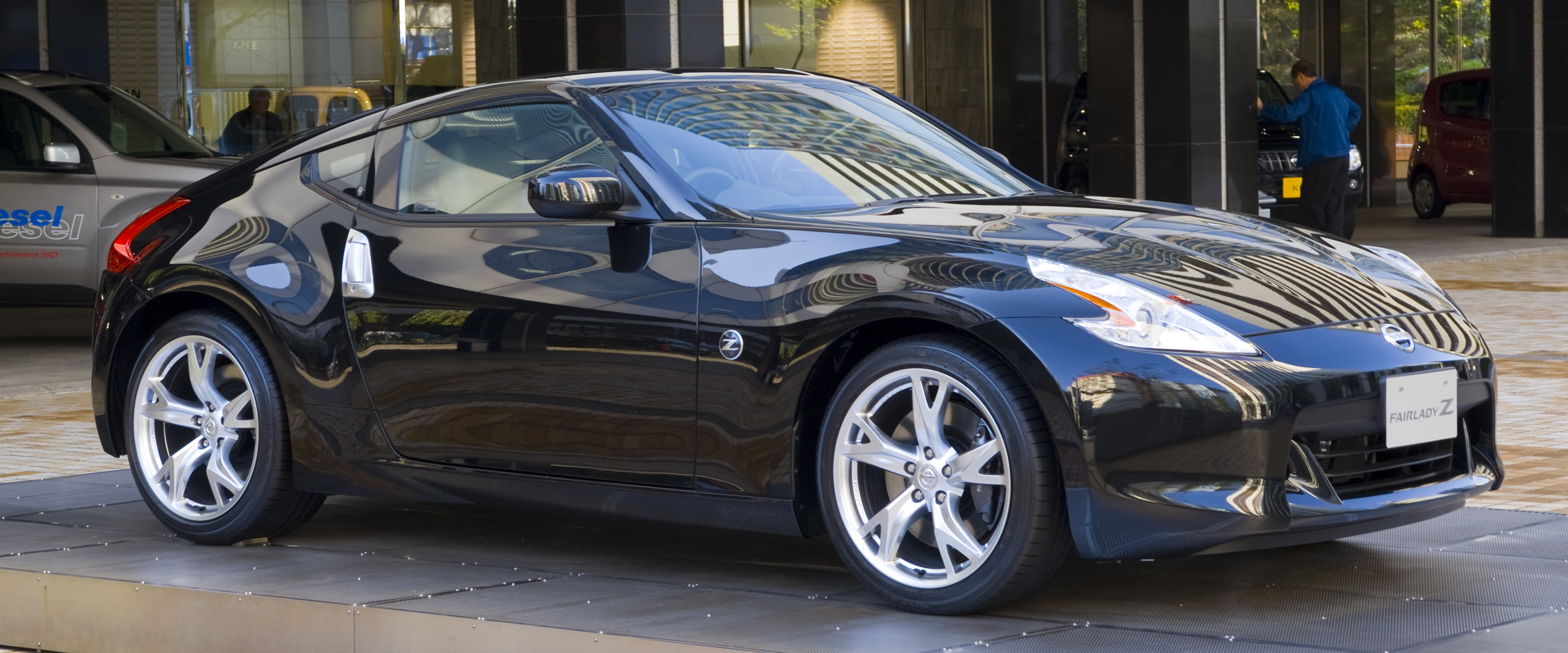
닛산 370Z 정측면 (쿠페)
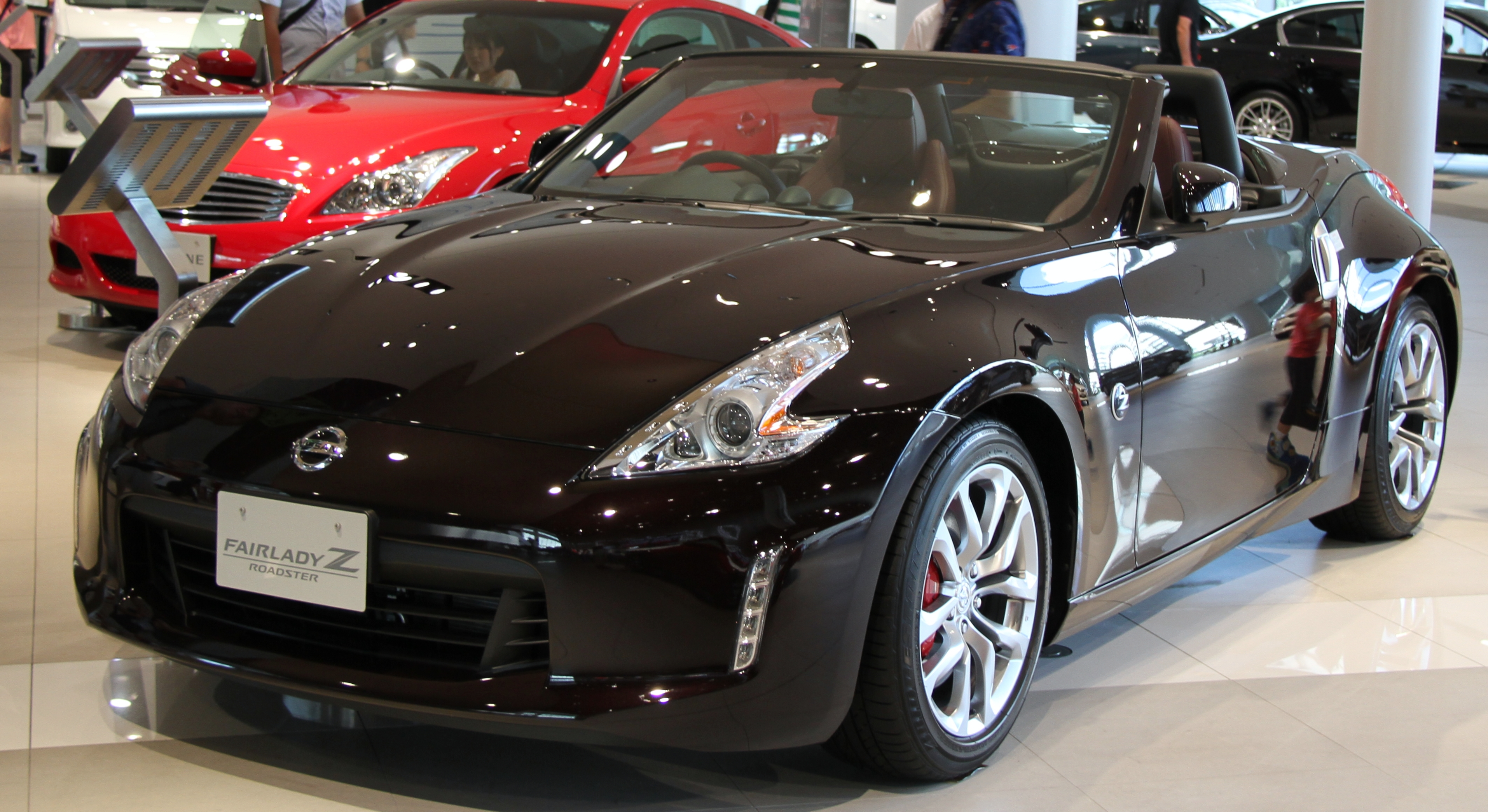
닛산 370Z / 페어레이디 Z 정측면 (로드스터)